# 正和
正和（）は、日本の元号の一つ。応長の後、文保の前。1312年から1317年までの期間を指す。この時代の天皇は花園天皇。鎌倉幕府将軍は守邦親王。執権は北条宗宣、北条煕時、北条基時、北条高時。

## 改元
- 応長2年3月20日（ユリウス暦1312年4月27日）：天変地震により改元。
- 正和6年2月3日（ユリウス暦1317年3月16日）：文保に改元。

## 正和期におきた出来事
元年
- 6月2日：北条煕時、第12代執権となる。

4年
- 7月12日：北条基時、第13代執権となる。

5年
- 7月10日：北条高時、第14代執権となる。

### 死去
- 元年6月12日：北条宗宣
- 4年7月18日：北条煕時
- 5年10月20日：高峰顕日

## 西暦との対照表
※ は小の月を示す。
| 正和元年（壬子） | 一月      | 二月  | 三月※ | 四月    | 五月※ | 六月  | 七月※ | 八月  | 九月※ | 十月※ | 十一月  | 十二月   |           |
| ---------------- | --------- | ----- | ----- | ------- | ----- | ----- | ----- | ----- | ----- | ----- | ------- | -------- | --------- |
| ユリウス暦       | 1312/2/8  | 3/9   | 4/8   | 5/7     | 6/6   | 7/5   | 8/4   | 9/2   | 10/2  | 10/31 | 11/29   | 12/29    |           |
| 正和二年（癸丑） | 一月※     | 二月  | 三月  | 四月※   | 五月  | 六月※ | 七月  | 八月※ | 九月  | 十月※ | 十一月※ | 十二月   |           |
| ユリウス暦       | 1313/1/28 | 2/26  | 3/28  | 4/27    | 5/26  | 6/25  | 7/24  | 8/23  | 9/21  | 10/21 | 11/19   | 12/18    |           |
| 正和三年（甲寅） | 一月※     | 二月  | 三月  | 閏三月※ | 四月  | 五月※ | 六月  | 七月  | 八月※ | 九月  | 十月※   | 十一月   | 十二月※   |
| ユリウス暦       | 1314/1/17 | 2/15  | 3/17  | 4/16    | 5/15  | 6/14  | 7/13  | 8/12  | 9/11  | 10/10 | 11/9    | 12/8     | 1315/1/7  |
| 正和四年（乙卯） | 一月※     | 二月  | 三月※ | 四月    | 五月※ | 六月  | 七月  | 八月※ | 九月  | 十月  | 十一月※ | 十二月   |           |
| ユリウス暦       | 1315/2/5  | 3/6   | 4/5   | 5/4     | 6/3   | 7/2   | 8/1   | 8/31  | 9/29  | 10/29 | 11/28   | 12/27    |           |
| 正和五年（丙辰） | 一月※     | 二月※ | 三月  | 四月※   | 五月  | 六月※ | 七月  | 八月  | 九月※ | 十月※ | 閏十月※ | 十一月   | 十二月    |
| ユリウス暦       | 1316/1/26 | 2/24  | 3/24  | 4/23    | 5/22  | 6/21  | 7/20  | 8/19  | 9/18  | 10/17 | 11/15   | 12/14    | 1317/1/13 |
| 正和六年（丁巳） | 一月      | 二月※ | 三月  | 四月※   | 五月  | 六月※ | 七月  | 八月※ | 九月  | 十月  | 十一月  | 十二月※  |           |
| ユリウス暦       | 1317/2/12 | 3/14  | 4/12  | 5/12    | 6/10  | 7/10  | 8/8   | 9/7   | 10/6  | 11/5  | 12/5    | 1318/1/4 |           |

## 九州年号
正和は、寺社の縁起や地方の地誌や歴史書等に散見される九州年号（522年 - 700年）の一つであり、526年〜530年の期間を指すものとする見解がごく一部にある。磐井の乱はこの時期に相当する（日本書紀）。